# Multan
Multan ou Moultan (en ourdou : مُلتان) est une ville du Pakistan, située dans le sud de la province du Pendjab et chef-lieu du district de Multan. Avec environ 2,2 million d'habitants en 2023, elle est la sixième ville du Pakistan. 
La ville est la plus grande du Sud du Pendjab et détient une position centrale au Pakistan, au « carrefour » des quatre provinces du pays. La ville est un grand centre religieux et est aussi connue comme ville du soufisme. Sa population est majoritairement seraikie.

## Histoire
La ville était la capitale des Mallis (Maii-us-than) lors de son invasion par Alexandre le Grand en janvier 325 av. J.-C..
Les Shvetahûna (Hephtalites ou Huns blancs, dirigés par Toramana) s'en emparent au 5e siècle. Le moine chinois Xuanzang (602-644) la visite en 641. Elle est conquise vers 650 par Chach d'Aror (en) (631-711).
Multan était un des anciens centres du culte solaire hindou (à travers la divinité Surya) en pleine vigueur à l'époque de la conquête arabe au VIIe siècle. Elle est conquise par Muhammad ibn al-Qasim en 712. Le grand temple du soleil de Multan (en), situé au milieu de la ville, a été détruit par Aurangzeb. Les Multanis se distinguaient des Indiens zoroastriens.

## Démographie
La ville compte 1 871 843 habitants en 2017 selon le recensement officiel, contre 1 197 384 lors de la précédente étude de 1998. Lors de l'étude de 2023, Multan devient la sixième ville du pays avec 2,2 millions d'habitants.
La ville compte une population cosmopolite. Cœur du sud de la province, près de la moitié de la population parle seraiki (47 %), la langue dominante dans cette région. On trouve toutefois d'importantes minorités parlant ourdou (29 %), pendjabi (23 %) ou pachto (1 %). Musulmane à 99 %, la ville compte une petite communauté chrétienne de 30 000 individus environ. 

## Économie
L'agriculture est la principale source de revenus, près de 70 % des habitants tireraient directement ou indirectement leurs sources de revenus de l'agriculture et aussi de l'élevage. La ville contient d'ailleurs de nombreux marchés ouverts. Quelques industries sont également présentes à Multan, notamment de chaussures, de boîtes de conserve et de cosmétique.
La ville est relativement bien reliée au réseau de transports du pays. La gare est reliée aux importantes gares des villes de Lodhran (reliée avec Karachi) et Khanewal (reliée avec Lahore), ainsi qu'avec Dera Ghazi Khan. La ville est reliée avec une route nationale et devrait bientôt être reliée avec l'autoroute. L'autoroute M-4, en cours de construction, reliera Multan avec Faisalabad d'ici à fin 2018. L'aéroport international de Multan est situé à moins de dix kilomètres du centre-ville.

## Politique

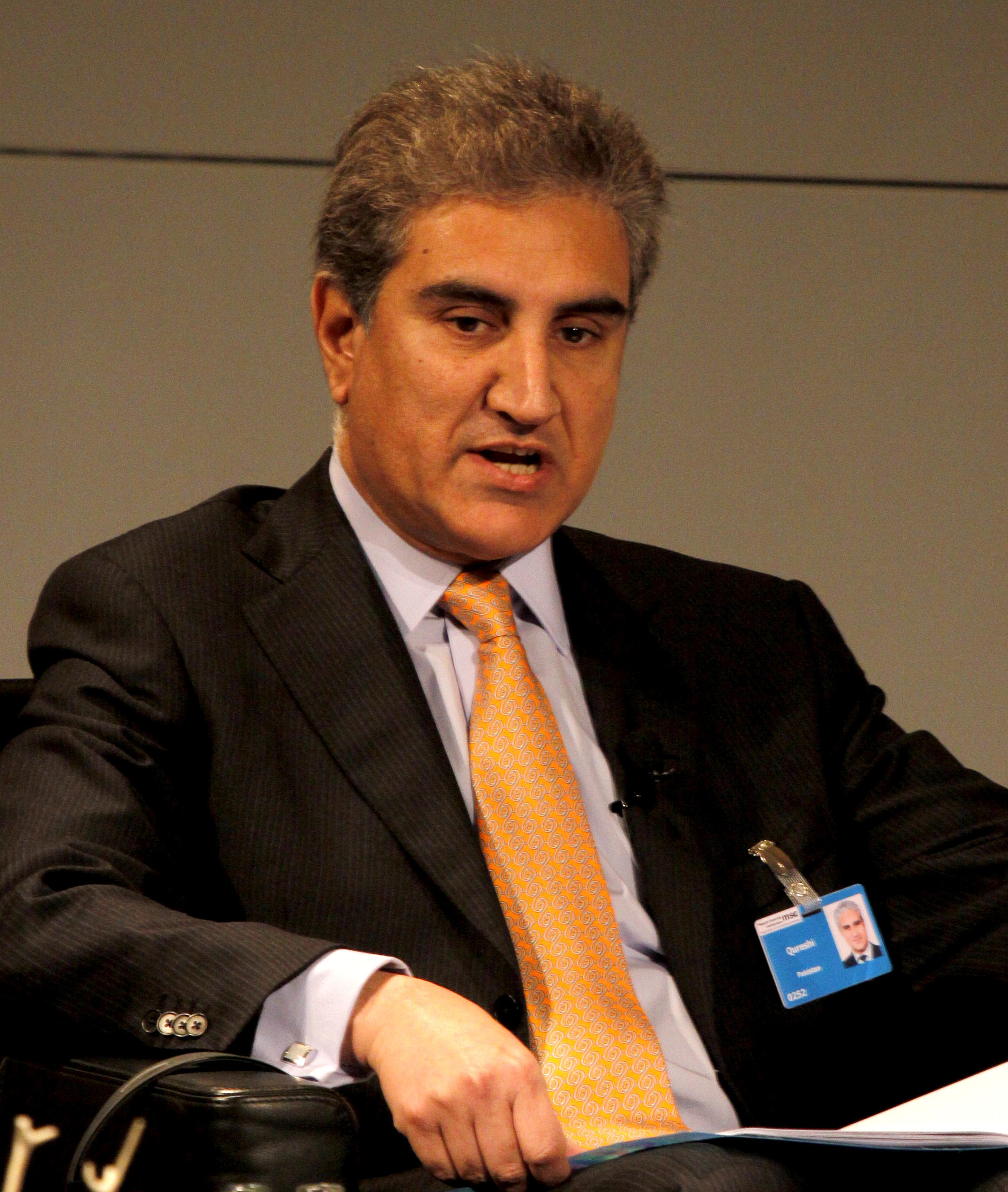
Le ministre Shah Mehmood Qureshi est élu de Multan.

Certains hommes politiques de haut rang proviennent de la ville, dont le Premier ministre Youssouf Raza Gilani. Il a d'ailleurs été élu député dans l'une des circonscriptions de la ville, durant les élections législatives de 2008, sous l'étiquette du Parti du peuple pakistanais.
Depuis 2018, la ville est représentée par les deux circonscriptions 155 et 156 de l'Assemblée nationale. Lors des élections législatives de juillet 2018, elles sont remportées par des candidats du Mouvement du Pakistan pour la justice parmi lesquels le ministre des Affaires étrangères Shah Mehmood Qureshi.
| Parti                                        | Voix (national) | %       | Élus nationaux |
| -------------------------------------------- | --------------- | ------- | -------------- |
| Mouvement du Pakistan pour la justice        | 252 255         | 55,36 % | 2              |
| Ligue musulmane du Pakistan (N)              | 165 985         | 36,43 % | 0              |
| Tehreek-e-Labbaik Pakistan                   | 11 894          | 2,61 %  | 0              |
| Autres partis et indépendants                | 25 548          | 5,61 %  | 0              |
| Total exprimés (participation : 49,55 %)     | 455 682         | 100 %   | 2              |
| Source : Commission électorale du Pakistan,. |                 |         |                |

## Galerie d'images

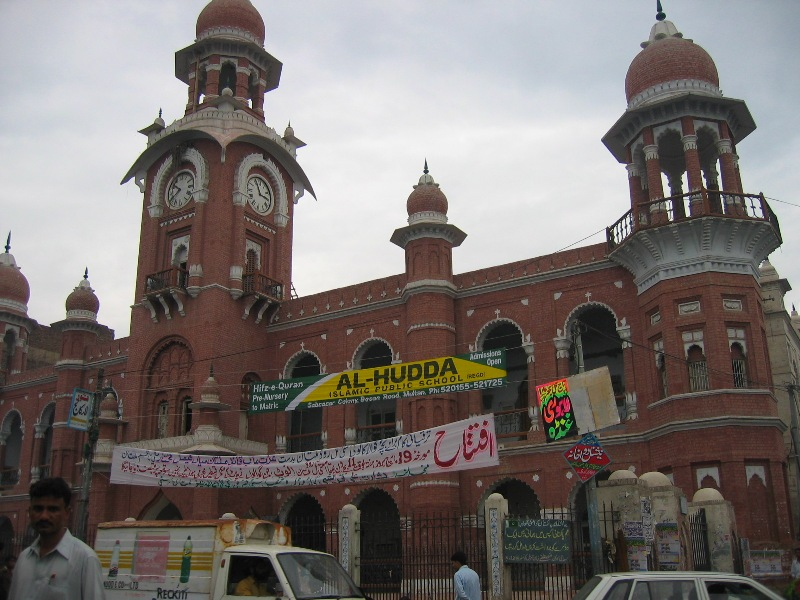
La Ghanta Ghar, construite durant l'Empire britannique.
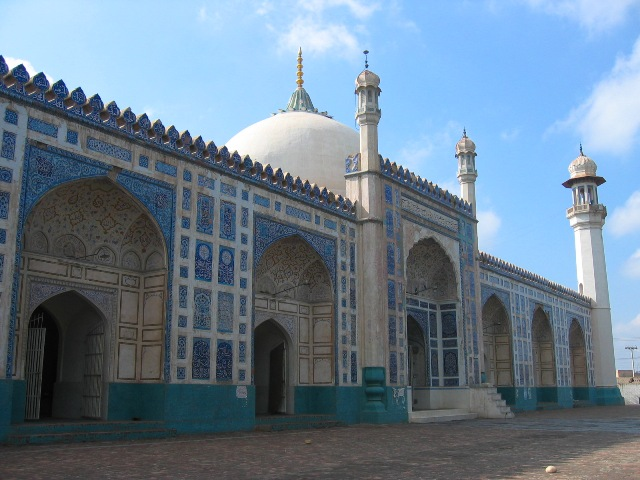
La mosquée EidGah.
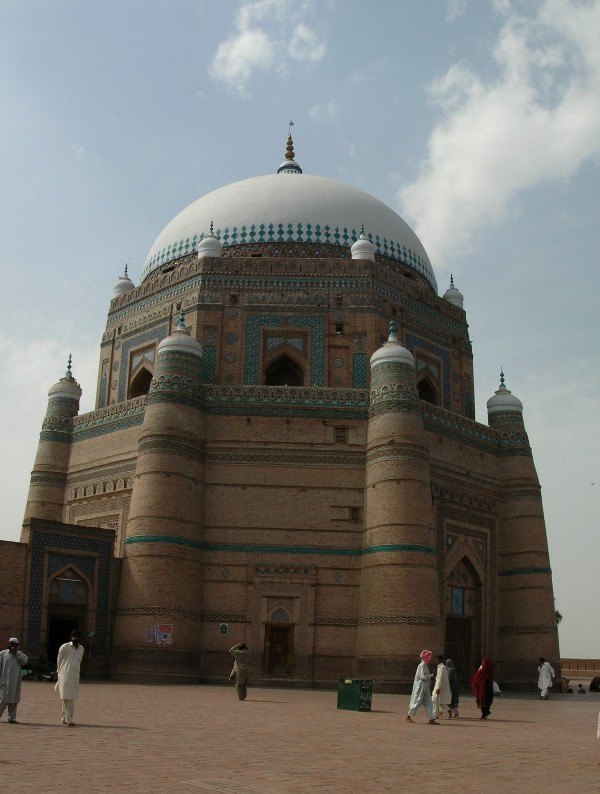
Le mausolée de Rukn-e-Alam.
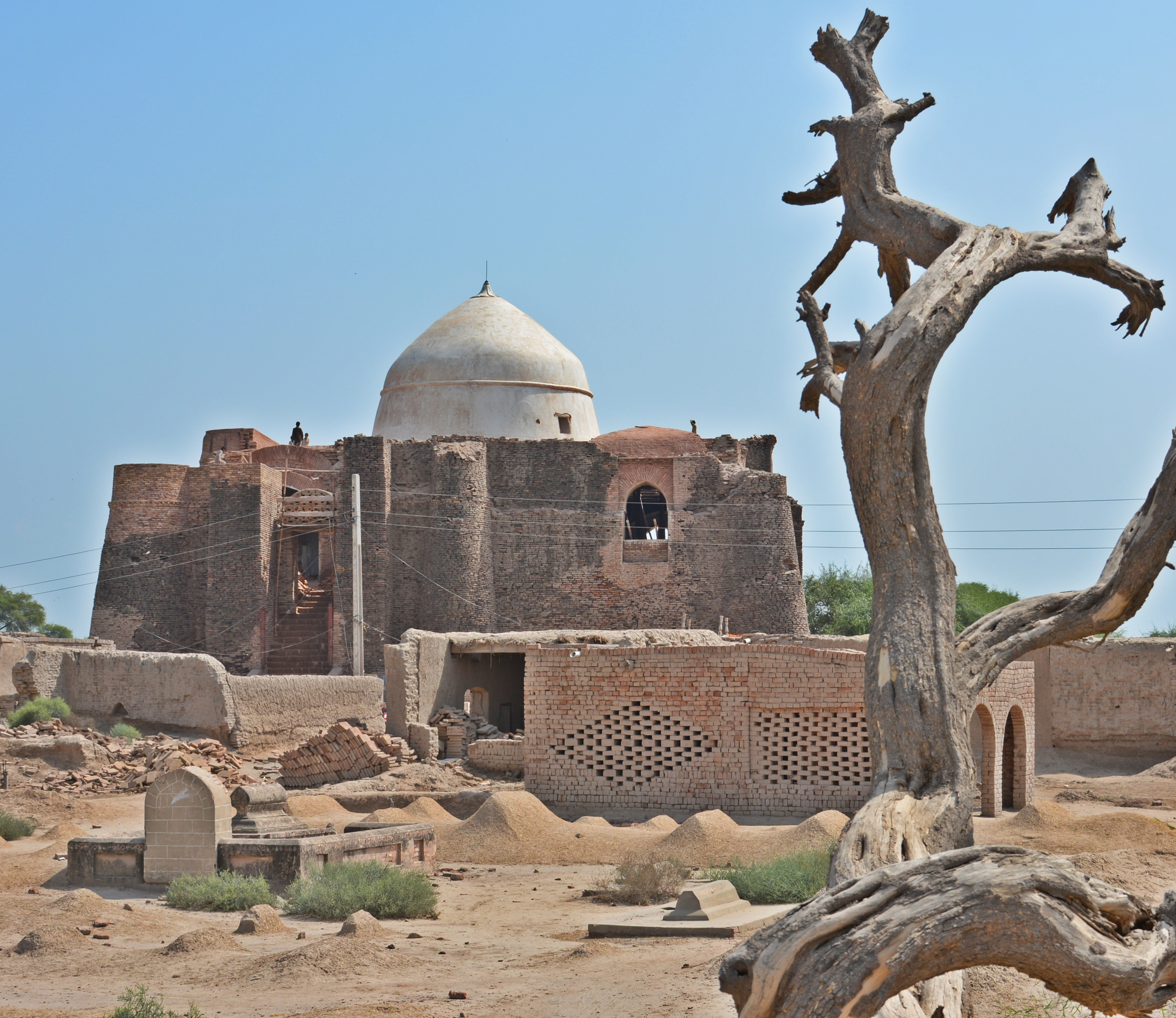
Mausolée de Khalid Walid.

## Jumelages
- Bursa (Turquie) depuis 1975

## Personnalités liées
- Bhai Nand Lal (1633-1733), écrivain perse du sikhisme y est mort